# Parti révolutionnaire chinois

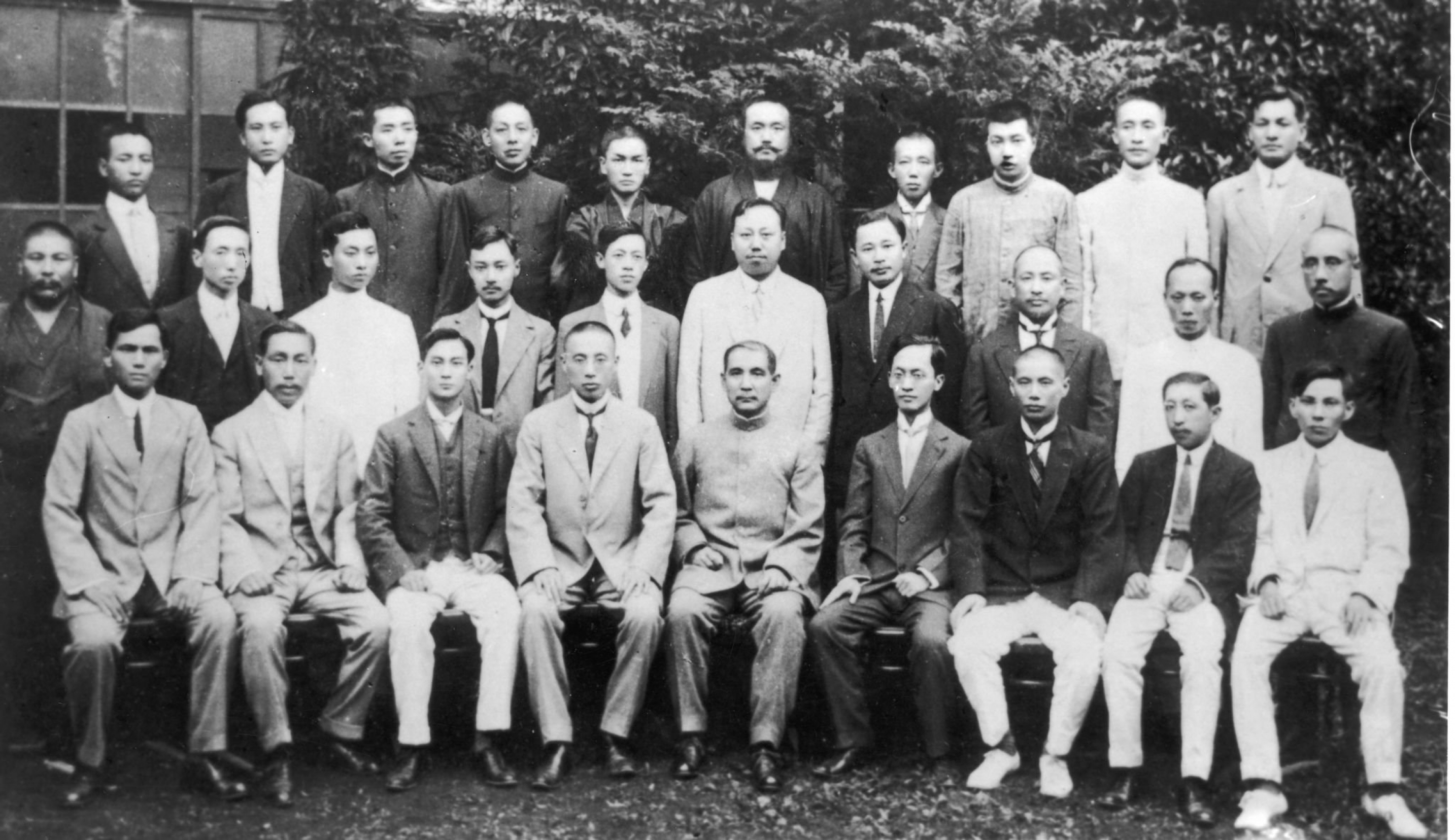
In July 1914, Sun Yat-sen established the Chinese Revolutionary Party in Tokyo, Japan

Le Parti révolutionnaire chinois (中華革命黨, Zhōnghúa Gémìngdǎng) est le nom officiel du Kuomintang de 1914 à 1919.
Après l'échec de la seconde révolution contre Yuan Shikai et l'interdiction du Kuomintang par la République de Chine en 1913, Sun Yat-sen réorganise le parti sous un nouveau nom avec une discipline et des conditions d'adhésion plus strictes tandis qu'il se trouve en exil au Japon. Sun est déçu du peu de membres à soutenir la révolution. Les serments de fidélité extérieurs et la prise des empreintes digitales freinent les membres potentiels à rejoindre le parti.
Après la guerre de protection de la nation et la mort de Yuan en 1916, l'Assemblée nationale est rouverte. La plupart des membres du Kuomintang qui sont élus utilisent tantôt le nom de « parti révolutionnaire » tantôt l'ancien nom. Les branches étrangères continuent cependant d'appeler le parti « Kuomintang ».
Lorsque l'Assemblée est de nouveau dissoute par la restauration mandchoue de 1917, Sun forme un gouvernement rival à Canton avec le soutien de l'ancienne clique du Guangxi. Quand ses généraux essayent de saper son autorité, il se rend à Shanghai et renomme le parti en « Kuomintang » en 1919. Le nom est resté inchangé depuis.